# Kevin Melara
Kevin Noé Melara Mondragón (ur. 12 października 1993 w San Miguel) – salwadorski piłkarz występujący na pozycji lewego obrońcy, reprezentant Salwadoru, od 2020 roku zawodnik Águili.